# Indophantes agamus
Espèce
Indophantes agamus est une espèce d'araignées aranéomorphes de la famille des Linyphiidae.

## Distribution
Cette espèce est endémique du Népal. Elle se rencontre dans les districts de Panchthar et de Taplejung entre 2 300 et 2 600 m d'altitude.

## Description
Le mâle holotype mesure 1,85 mm.

## Publication originale
- Tanasevitch & Saaristo, 2006 : Reassessment of the Nepalese species of the genus Lepthyphantes Menge s. l. with descriptions of new Micronetinae genera and species (Araneae, Linyphiidae, Micronetinae). Senckenbergiana biologica, vol. 86, no 1, p. 11-38.